# Ben Arous (gouvernement)
Ben Arous (Arabisch: ولاية بن عروس) is een van de 24 gouvernementen van Tunesië. De hoofdstad is Ben Arous. In 2006 had het gouvernement 531.200 inwoners. Het gouvernement grenst in het noorden aan Tunis en een aantal voorsteden van de agglomeratie van Tunis waaronder El Mourouj zijn in Ben Arous gelegen.
Ariana · Béja · Ben Arous · Bizerte · Gabès · Gafsa · Jendouba · Kairouan · Kasserine · Kébili · Kef · Mahdia · Manouba · Médenine · Monastir · Nabeul · Sfax · Sidi Bouzid · Siliana · Sousse · Tataouine · Tozeur · Tunis · Zaghouan